# Équipe d'Afrique du Sud de rugby à XV à la Coupe du monde 1999
L'équipe d'Afrique du Sud a remporté la petite finale de Coupe du monde de rugby 1999, après avoir perdu en demi-finale contre le futur champion du monde,
l'équipe d'Australie.
Les joueurs ci-après ont joué pendant cette coupe du monde 1999. Les noms en gras désignent les joueurs qui ont été titularisés le plus souvent.

## L'équipe d'Afrique du Sud troisième

### Première Ligne
- Os du Randt (6 matchs, 5 comme titulaire)
- Naka Drotske (6 matchs, 5 comme titulaire)
- Adrian Garvey (1 match, 1 comme titulaire)
- Ollie Le Roux (6 matchs, 1 comme titulaire)
- Chris Rossouw (2 matchs, 1 comme titulaire)
- Cobus Visagie

### Deuxième Ligne
- Mark Andrews (5 matchs, 5 comme titulaire)
- Krynauw Otto (6 matchs, 5 comme titulaire)
- Albert van den Berg (5 matchs, 1 comme titulaire)

### Troisième Ligne
- Rassie Erasmus (5 matchs, 5 comme titulaire)
- Ruben Kruger (2 matchs, 1 comme titulaire)
- Anton Leonard (1 match, 1 comme titulaire)
- Bobby Skinstad (5 matchs, 4 comme titulaire)
- André Venter (5 matchs, 5 comme titulaire)
- André Vos (4 matchs, 2 comme titulaire) 1 fois capitaine

### Demi de mêlée
- Werner Swanepoel (2 matchs, 1 comme titulaire)
- Joost van der Westhuizen (6 matchs, 5 comme titulaire)

### Demi d’ouverture
- Jannie de Beer (5 matchs, 5 comme titulaire)
- Henry Honiball (2 matchs, 1 comme titulaire)

### Trois-quarts centre
- Robbie Fleck (5 matchs, 5 comme titulaire)
- Wayne Julies (1 match, 1 comme titulaire)
- Pieter Muller (4 matchs, 4 comme titulaire)

### Trois-quarts aile
- Deon Kayser (4 matchs, 3 comme titulaire)
- Kaya Malotana (1 match, 1 comme titulaire)
- Breyton Paulse (3 matchs, 2 comme titulaire)
- Pieter Rossouw (3 matchs, 3 comme titulaire)
- Stefan Terblanche (4 matchs, 2 comme titulaire)

### Arrière
- Percy Montgomery (5 matchs, 5 comme titulaire)

## Statistiques

### Meilleur réalisateur sud-africain
1. Jannie de Beer  Afrique du Sud 97 points